# 강사 (대학)
강사(講師)는 대한민국의 대학교와 전문 대학, 대학원 등에서 학생을 가르치는 교수의 직급, 직위의 하나이며 부교수, 조교수의 아래이고, 학생 혹은 비교수 신분으로 학업을 보좌하는 조교, 연구원, 연구생보다는 상위 직급이다. 조교, 연구원, 연구생과 달리 강사는 수업에 출강한다.
초등학교, 중학교, 고등학교에도 정규 교사나 교원의 단기 휴가, 휴직 등으로 수업을 대체하는 교직원 중 단기간의 기간제로 선발되는 교원, 방과후의 수업과정을 지도하는 교원도 강사라 부른다.

## 종류
- 시간강사(時間講師), 정규직인 전임 강사와는 달리 비정규직으로 일하는 전문 강사.
- 연구강사(硏究講師), 강의는 제외하고 연구만 전문으로 하는 교원.
- 임상강사(臨床講師), 임상 강사는 한국에서 주로 의학 대학 분야에 채용되어 있지만 외국의 경우 일반 분야에 채용되기도 한다. 예를 들어, 인디애나 주립대학교 환경·공공정책 대학원 (SPEA: School of Public & Environmental Affairs)의 Leslie Lenkowsky 교수의 직위는 Clinical Proffesor이다.

## 기타
초등학교, 중학교, 고등학교에도 정규 교사나 교원의 단기 휴가, 휴직 등으로 수업을 대체하는 교직원 중 단기간의 기간제로 선발되는 교원, 방과후의 수업과정을 지도하는 교원을 강사 또는 시간강사라고 부른다. 이들은 단기간 채용되거나 수업 외의 방과후의 수업을 전담하며, 신분이 교사인 기간제 교사와는 다르다.
정식 교사로서 맡은 학급, 부장교사 보직, 수석교사 보직 등이 없는 교사는 교과전담, 교담이라 하며 교과전담은 시간강사와는 다르다. 교과전담은 기간제 교사나 정규 교사 중에서도 임명될 수 있다.
학원 등 사설 교습소에서 학생을 가르치는 교육자 역시 강사라고 부른다.

## 같이 보기
- 교수
- 교사